# Eleutherodactylus gundlachi
Eleutherodactylus gundlachi är en groddjursart som beskrevs av Schmidt 1920. Eleutherodactylus gundlachi ingår i släktet Eleutherodactylus och familjen Eleutherodactylidae. IUCN kategoriserar arten globalt som starkt hotad. Inga underarter finns listade i Catalogue of Life.